# 1887

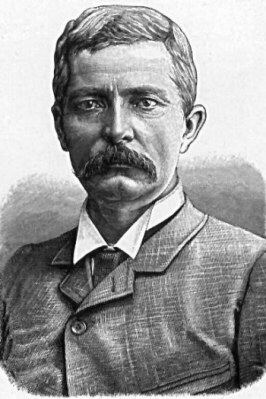
Henry Morton Stanley

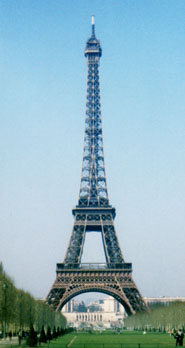
Eiffeltoren

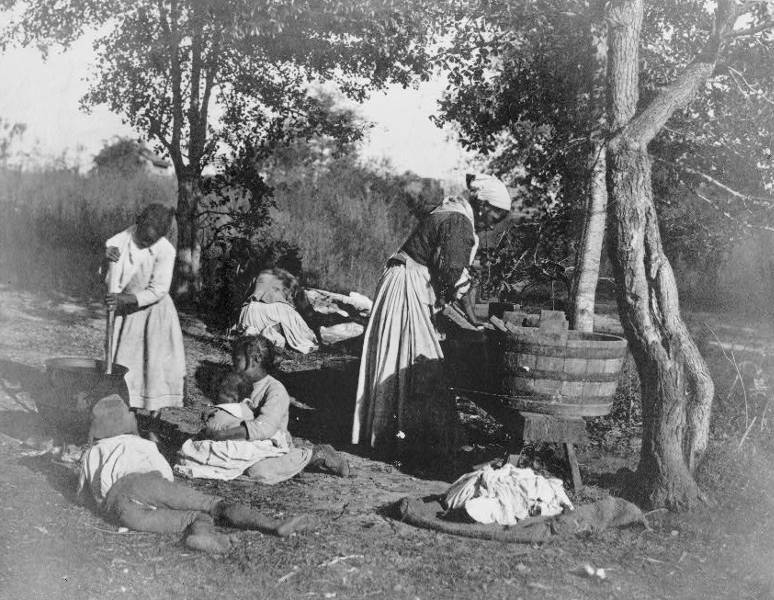
Wasdag op de plantage, (Rudolf Eickemeyer jr., 1887).

Het jaar 1887 is het 87e jaar in de 19e eeuw volgens de christelijke jaartelling.

## Gebeurtenissen
januari

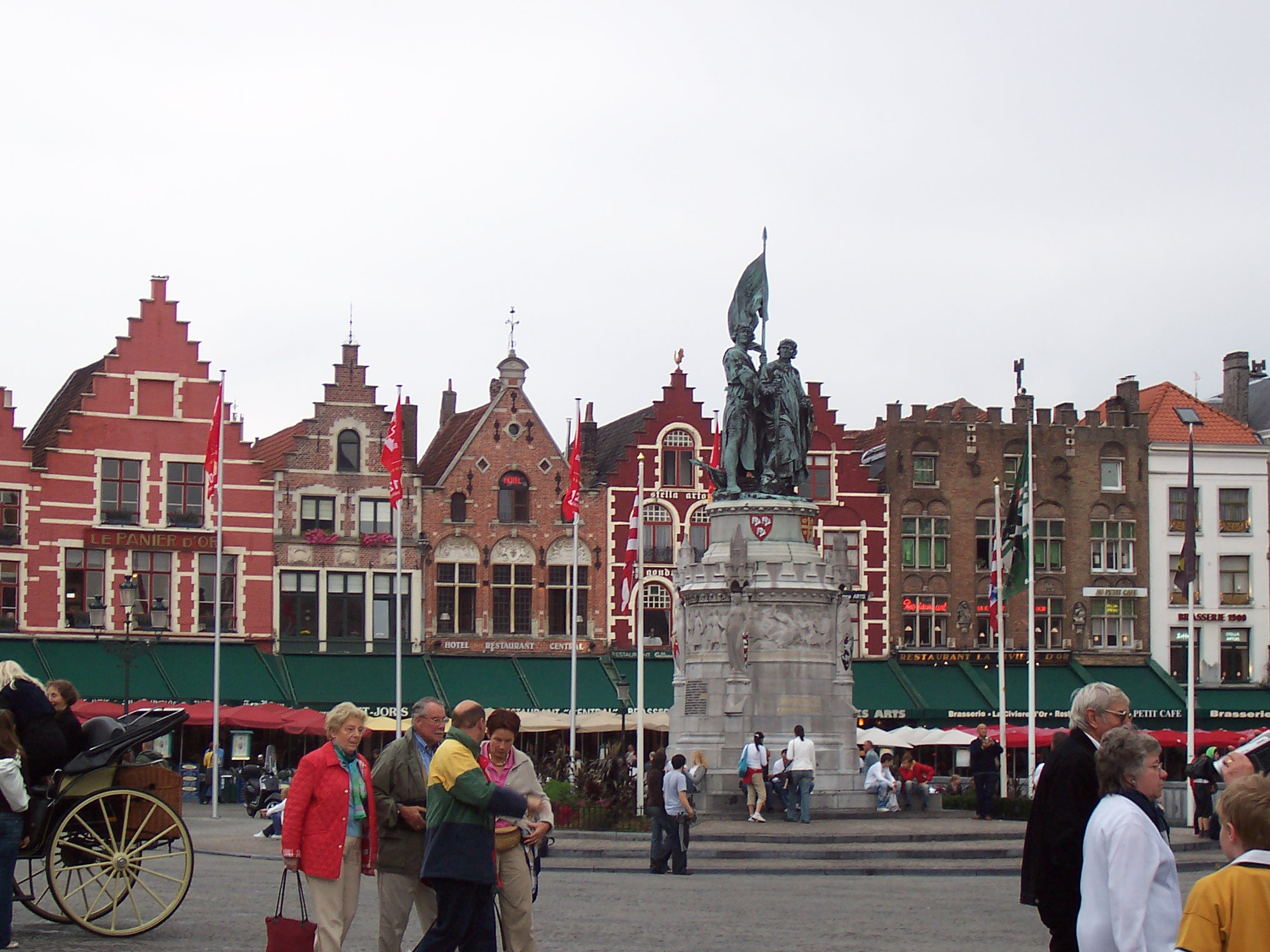
Standbeeld van Jan Breydel en Pieter de Coninck op de Grote Markt van Brugge

- 26 - Slag bij Dogali: Het Abessijnse leger verslaat het Italiaanse.
- 28 - De bouw van de Eiffeltoren begint.

februari
- 23 - Bij een aardbeving in de Golf van Genua vallen zeshonderd doden.

maart
- 7 - De journalist William Randolph Hearst koopt zijn eigen krant, de San Francisco Examiner.

april
- 16 - Oprichting van de vereniging Nederlandsch Natuur- en Geneeskundig Congres onder voorzitterschap van prof. Barend Joseph Stokvis.
- 20 - Eerste rit van de Curaçaose paardentram tussen Scharloo en Punda.

mei
- 8 - Het Leger des Heils start zijn evangelisatiewerk in Nederland met de eerste openbare bijeenkomst in Amsterdam.
- 8 - In Sint-Petersburg worden Aleksandr Oeljanov en enkele andere samenzweerders tegen het leven van de Tsaar aller Russen ter dood gebracht.
- 17 - De Haagse Tramweg-Maatschappij wordt opgericht.
- 21 - De zwagers Willem Vroom en Anton Dreesmann, beiden winkelier in Amsterdam, beginnen daar voor gezamenlijke rekening een winkel aan de Weesperstraat. Bijzonderheid in die dagen: de artikelen hebben een vaste verkoopprijs, waarover niet valt te marchanderen.
- 27 - Albert Heijn wordt opgericht.[1]

juni
- 7 - Oprichting van Het Laatste Nieuws.
- 14 - De Belgische regering besluit tot de bouw van een vestinggordel om Luik en Namen.
- 18 - Duitsland en Rusland sluiten het Rückversicherungsvertrag: Rusland verlaat de Driekeizersbond. In geval van oorlog zullen beide landen zich ten opzichte van elkaar neutraal opstellen.

juli
- 7 - Ferdinand van Saksen Coburg wordt prins van Bulgarije.
- 11 - * Op de Grote Markt te Brugge wordt een beeldengroep van de leiders der opstanden in de 14e eeuw: Jan Breydel, Pieter de Coninck en Jan Heem ingewijd.
- 11 - Voor het eerst grijpen Flaminganten de datum van de Guldensporenslag aan om te demonstreren.
- 26 - Lejzer Zamenhof publiceert de kunsttaal Esperanto.

augustus
- 18 - In België wordt het truckstelsel bij wet verboden.
- Augustus Desiré Waller ontdekt de elektrische stromen van het hart.

september
- 1 - Emile Berliner vraagt octrooi aan op de grammofoonplaat
- 1 - Oprichting van de Elektrotechnische Fabriek N.V., later Getronics genaamd, door Groeneveld en van der Pol.
- 4 - Als een vorst wordt Ferdinand Domela Nieuwenhuis door de Amsterdamse arbeiders ingehaald. Vijf dagen eerder is de socialistische leider ontslagen uit de gevangenis te Utrecht, waar hij een straf heeft uitgezeten wegens majesteitsschennis.
- 26 - Emile Berliner verkrijgt patent op de grammofoon.
- 26 tot 5 oktober - De journalist Nellie Bly verblijft undercover in een krankzinnigengesticht buiten New York om de toestanden aldaar te beschrijven. Het is een van de oudste voorbeelden van onderzoeksjournalistiek.
- 28 - Door overvloedige regenval in China treedt het stroomgebied van de Gele Rivier buiten zijn oevers. De ramp kent zijn weerga niet in de geschiedenis en er vallen meer dan 900.000 doden.

oktober
- 4 - De eigenaar van de krant New York Herald start in Parijs een internationale zusterkrant, de International Herald Tribune.
- 17 - Frankrijk verenigt een aantal koloniën/protectoraten (Tonkin, Annam, Cochin China en Cambodja) tot de Unie van Indochina.
- oktober - In Denver, Colorado, wordt de eerste rodeo met professionele deelnemers en betalende toeschouwers georganiseerd.

november
- 13 - Bloody Sunday: Een demonstratie in Londen tegen het Britse beleid in Ierland loopt uit op een bloedige confrontatie met de politie.
- 19 - Het passagiersschip W.A. Scholten zinkt na een aanvaring; 132 opvarenden komen om.
- 25 - Stichting van het eerste sanatorium voor de behandeling van tuberculose wordt geopend in Edinburgh.

december
- 2 - De Franse president Jules Grévy moet aftreden om een schandaal met de verlening van hoge onderscheidingen.

zonder datum
- De Nederlandsch-Zuid-Afrikaansche Spoorwegmaatschappij wordt opgericht met als doel de bouw van een verbinding van Johannesburg met Lourenço Marques (Maputo).
- Afghanistan komt met toestemming van het Verenigd Koninkrijk in de Russisch invloedssfeer.
- Xhieng Khuang wordt (weer) een vazalstaat van Siam.
- Henry Morton Stanley maakt zijn laatste reis, om Emin Pasha uit Afrika terug te halen.
- Eerste immigratiegolf van Russische joden in Palestina.
- André Antoine opent in Parijs het Théâtre-Libre.
- Het Michelson-Morley-experiment wordt uitgevoerd.
- Harry Govier Seely verdeelt de dinosauriërs in Saurischia en Ornithischia.
- In de Verenigde Staten worden de National Institutes of Health gesticht.
- Oprichting van het tijdschrift Zeitschrift für physikalische Chemie door Van 't Hoff en Oswald.
- Heinrich Hertz beschrijft de kenmerken van de elektromagnetische golven.
- Thomas Stevens is de eerste man die op de fiets de wereld rondgaat.
- Het US Open heeft voor het eerst een vrouwentoernooi.
- In de formatie van Santa Cruz, worden de eerste restanten van phorusrhacos en daarmee de eerste restanten van een schrikvogel ontdekt.

## Muziek
- Johann Strauss jr. schrijft de operette Simplizius.
- Giuseppe Verdi schrijft de opera Otello.
- Camille Saint-Saëns componeert Het Carnaval der dieren.
- Johannes Brahms componeert zijn Dubbelconcert in a kl. t. Opus 102.
- Gabriel Fauré componeert Pavane, Opus 50.
- Philharmonie Sittard wordt opgericht.
- de Ridderpolka van Hjalmar Borgstrøm te horen tijdens een zomerconcert op 18 juni

## Beeldende kunst

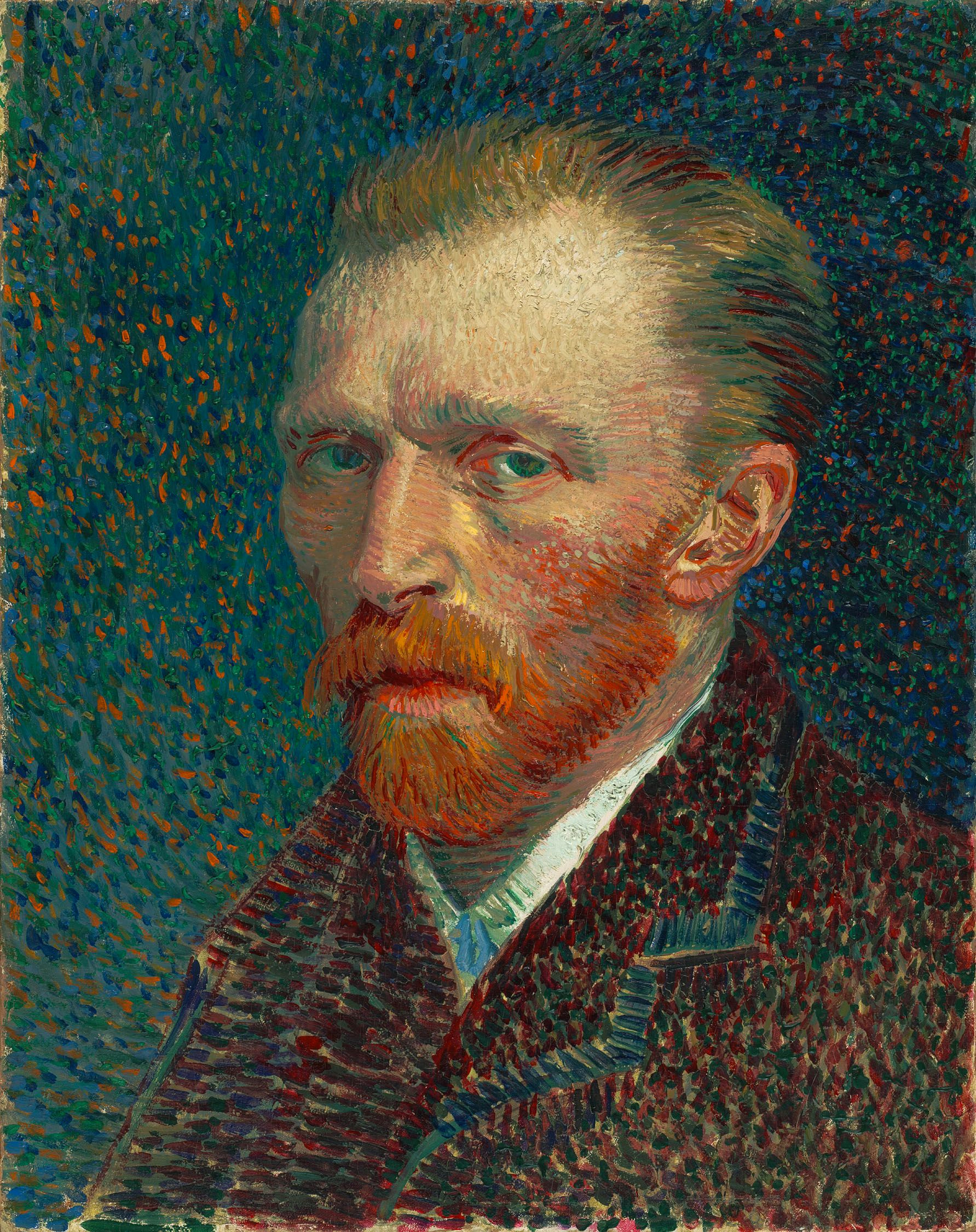
Zelfportret, Vincent van Gogh
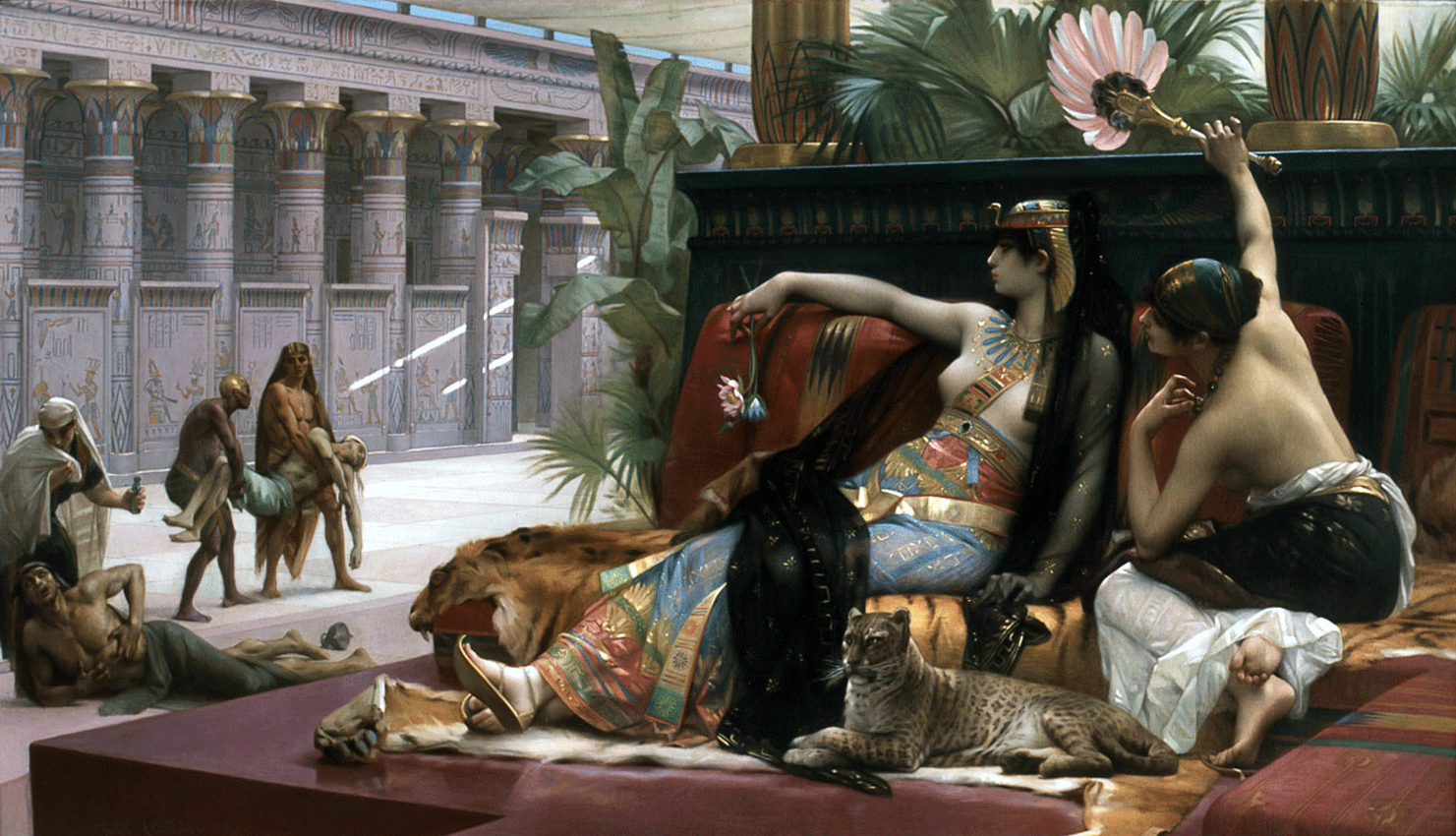
Cleopatra (1887) Alexandre Cabanel, KMSK
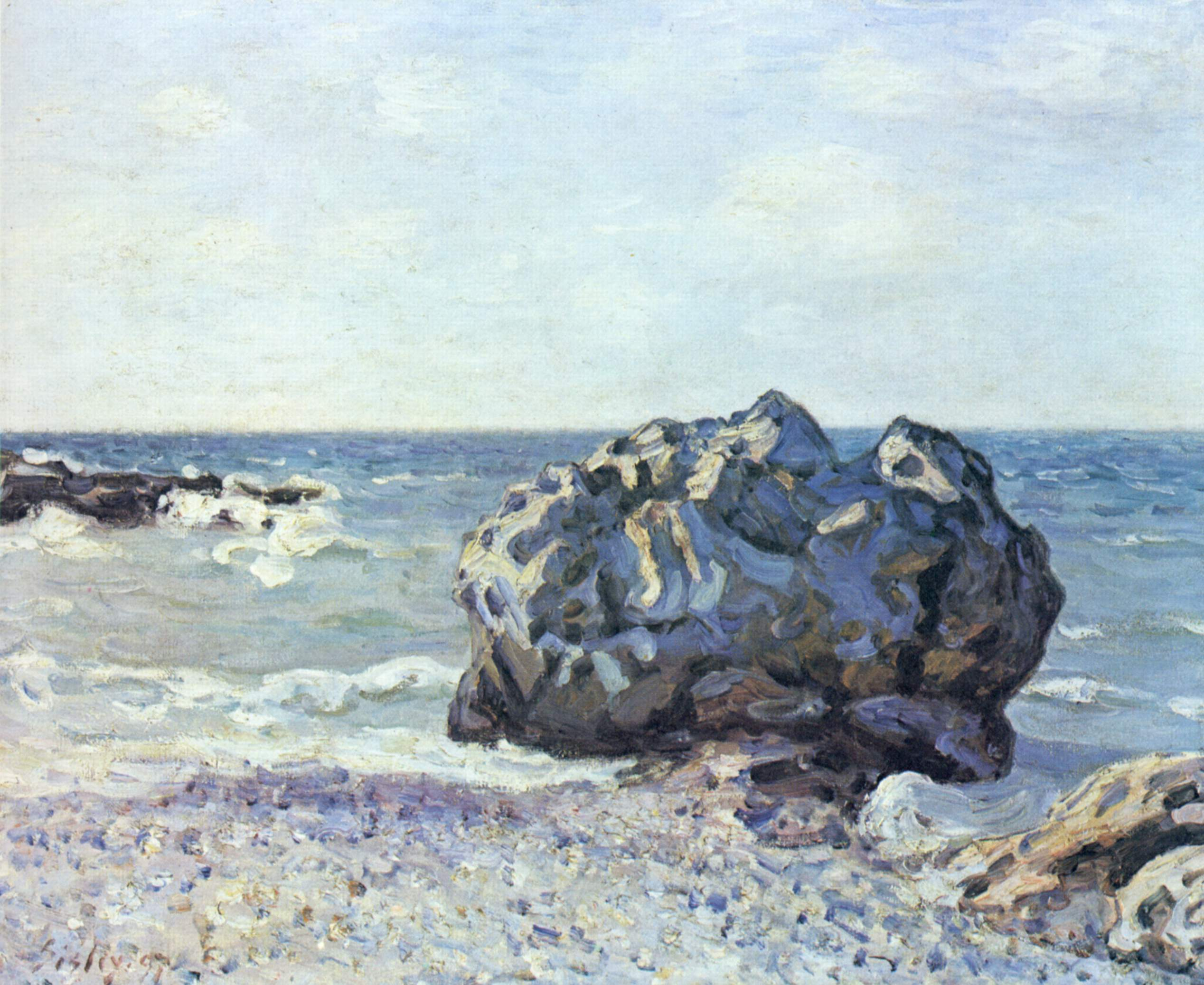
Bucht von Langland (1887) Alfred Sisley
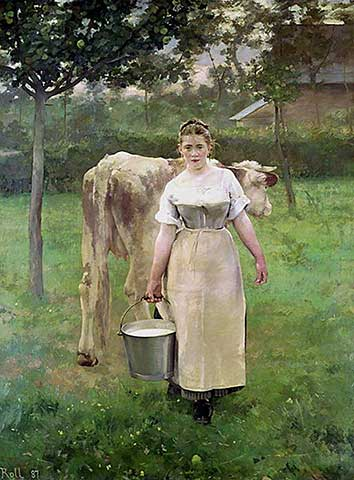
Manda Lamétrie, boerin (1887) Alfred Philippe Roll
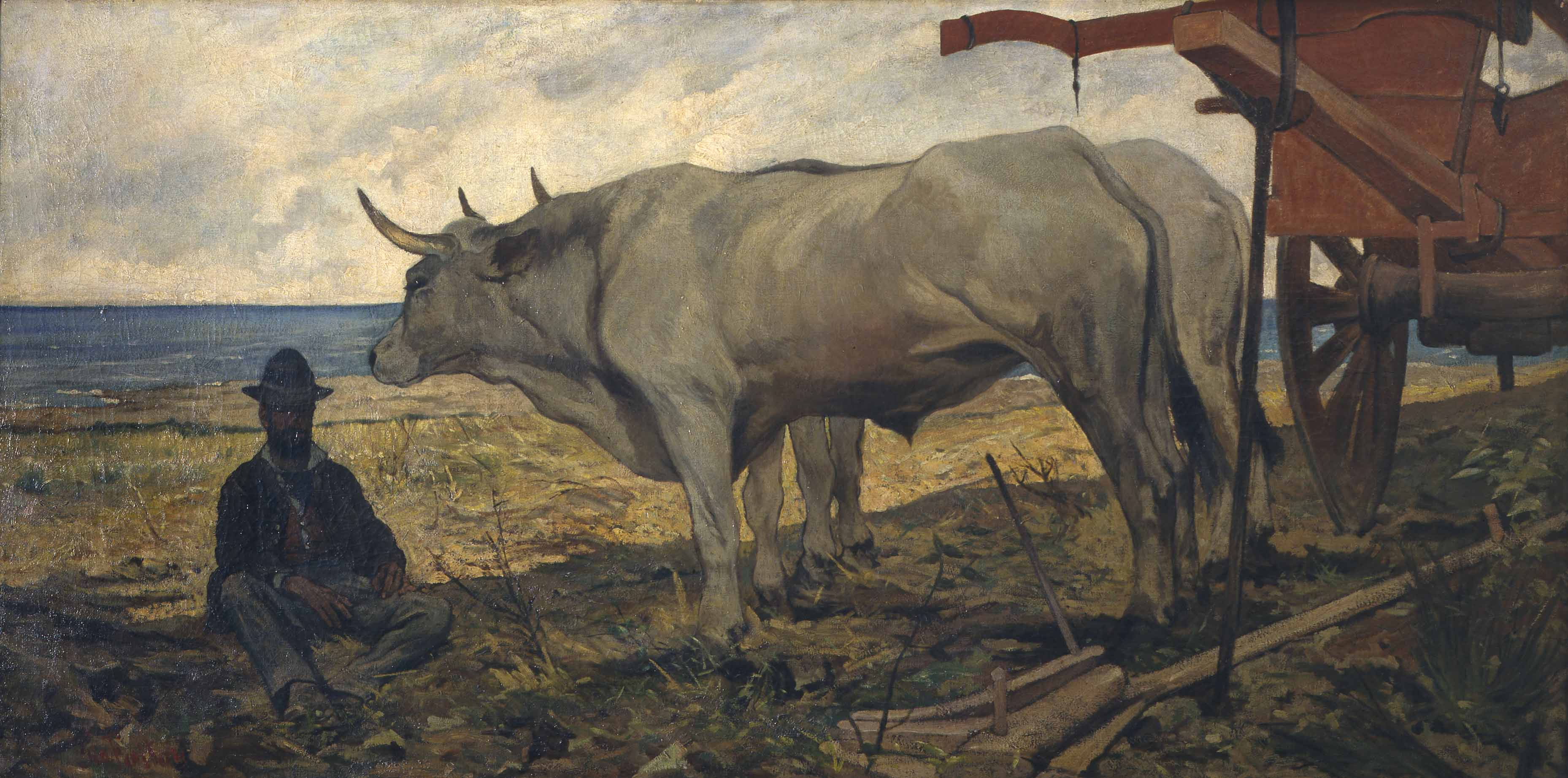
De rust (rode kar) (1887) Giovanni Fattori

## Bouwkunst
Het Koninklijk Theater Carré komt gereed naar ontwerp van de architecten J.P.F. van Rossem en W.J. Vuyk en wordt op 3 december geopend door de opdrachtgever de Duitse circusdirecteur Oscar Carré.

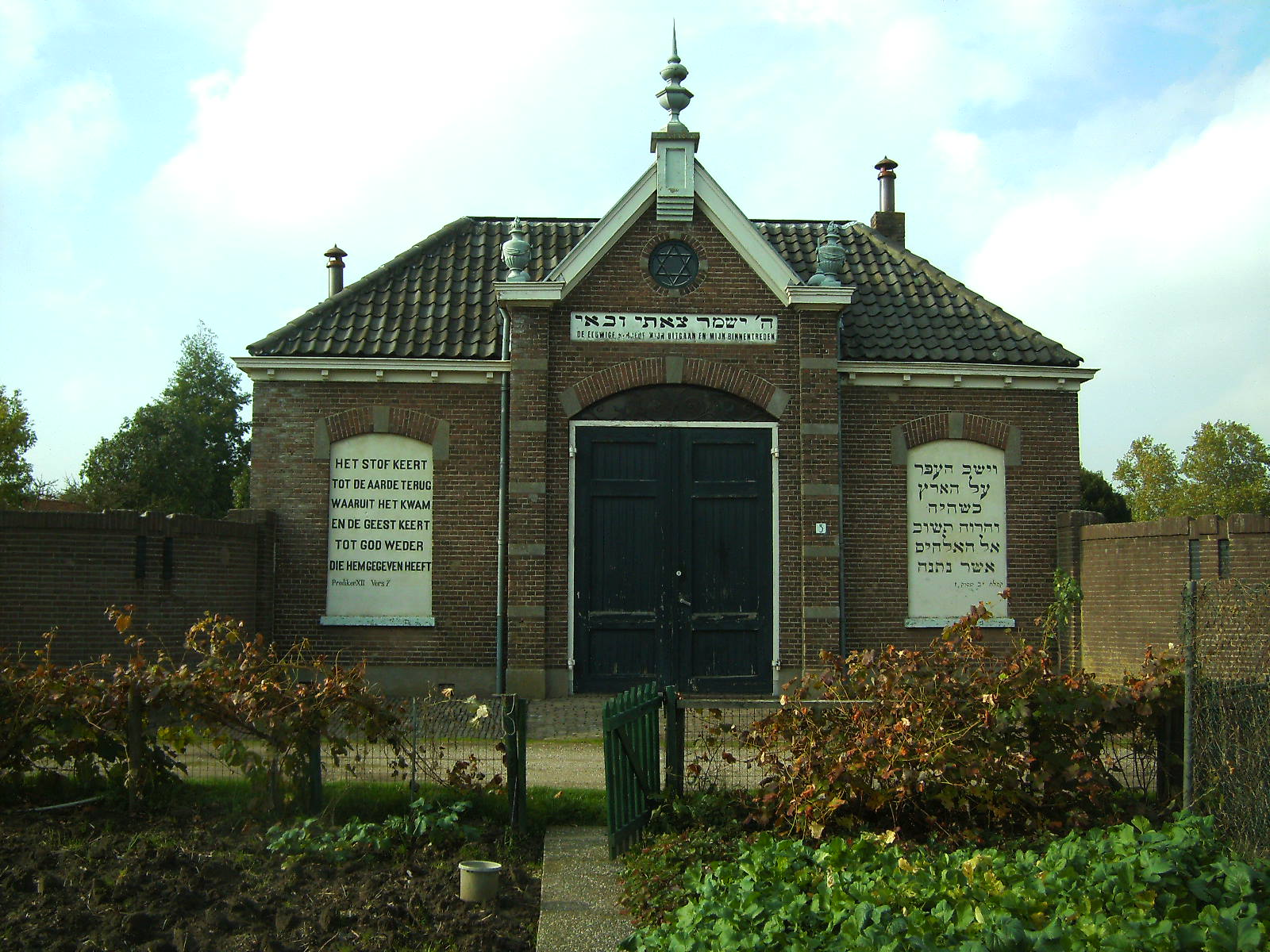
Metaheerhuis, Zutphen (1887) D. Lijsen

## Geboren

### januari
- 1 - Wilhelm Canaris, Duits militair (overleden 1945)
- 3 - Nicolás Fasolino, Argentijns kardinaal-aartsbisschop van Santa Fe (overleden 1969)
- 3 - August Macke, Duits kunstschilder (overleden 1914)
- 11 - Aldo Leopold, Amerikaans ecoloog en natuurbeschermer (overleden 1948)
- 13 - Sophie Tucker, Amerikaans entertainer (overleden 1966)
- 14 - Charles Marion, Frans politicus en ruiter (overleden 1944)
- 14 - Hugo Steinhaus, Pools wiskundige (overleden 1972)
- 16 - Johan Furstner, Nederlands politicus (overleden 1970)
- 21 - Wolfgang Köhler, Duits psycholoog (overleden 1967)
- 21 - Maude Farris-Luse, Amerikaanse oudste persoon (overleden 2002)
- 27 - Carl Blegen, Amerikaans archeoloog (overleden 1971)
- 28 - Arthur Rubinstein, Pools-Amerikaans pianist (overleden 1982)
- 29 - Wellington Koo, Chinees politicus, diplomaat en rechter (overleden 1985)

### februari
- 2 - Pat Sullivan, Australisch filmregisseur en animator (overleden 1933)
- 6 - Joseph Frings, Duits kardinaal en aartsbisschop van Keulen (overleden 1978)
- 9 - Vital Celen, Vlaams schrijver (overleden 1956)
- 11 - Ernst Hanfstängl, Duits-Amerikaans pianist en politicus (overleden 1975)
- 11 - John van Melle, Zuid-Afrikaans auteur (overleden 1953)
- 14 - Adriaan Alberga, Surinaams jurist en politicus (overleden 1952)
- 22 - Sawielly Tartakower, Russisch-Oostenrijks schaker (overleden 1956)
- 28 - William Zorach, Litouws-Amerikaans schilder (overleden 1966)

### maart
- 1 - Georg-Hans Reinhardt, Duits generaal (overleden 1963)
- 3 - Albert Termote, Vlaams-Nederlands beeldhouwer (overleden 1978)
- 5 - Heitor Villa-Lobos, Braziliaans componist (overleden 1959)
- 7 - Heino Eller, Estisch componist (overleden 1970)
- 10 - Nils Andersson, Zweeds voetballer (overleden 1947)
- 13 - Abdul Badawi, Egyptisch politicus en rechter (overleden 1965)
- 13 - Juan Gris, Spaans kunstschilder (overleden 1927)
- 17 - Ben Sajet, Nederlands arts en politicus (overleden 1986)
- 20 - Mary Josephine Benson, Canadees dichteres en journaliste (overleden 1965)
- 21 - Lodewijk Filips van Portugal, kroonprins van Portugal (overleden 1908)
- 22 - Chico Marx, Amerikaans komediant (overleden 1961)
- 23 - Anthony van Hoboken, Nederlands musicoloog (overleden 1983)
- 28 - Sigrid Fick, Zweeds tennisster (overleden 1979)
- 29 - Phahol Pholphayuhasena, premier van Thailand (1933-1938) (overleden 1947)

### april
- 8 - M.H. du Croo, Nederlands schrijver (overleden 1951)
- 22 - Harald Bohr, Deens wiskundige (overleden 1951)
- 27 - Toribio Teodoro, Filipijns zakenman (overleden 1965)
- 29 - Otto Dumke, Duits voetballer (overleden 1913)
- 30 - Alfonso Calzolari, Italiaans wielrenner (overleden 1983)

### mei
- 9 - Elsa Conrad, Duitse nachtclubeigenaresse (overleden 1963)
- 10 - J.C. Bloem, Nederlands dichter (overleden 1966)
- 11 - Josef Glaser, Duits voetballer (overleden 1969)
- 11 - Paul Wittgenstein, Oostenrijks pianist en componist (overleden 1961)
- 16 - Jakob van Hoddis, Duits expressionistische dichter (overleden 1942)
- 16 - Laura Wheeler Waring, Amerikaans schilderes (overleden 1948)
- 19 - Harry Chamberlin, Amerikaans ruiter (overleden 1944)
- 25 - Pater Pio van Pietrelcina, Italiaanse kapucijner pater, mysticus en katholieke heilige (overleden 1968)
- 28 - Jim Thorpe, Amerikaans atleet en olympisch kampioen (overleden 1953)
- 31 - Philip van Praag sr., Nederlands kunstenaar (overleden 1942)

### juni
- 1 - Francisco Benitez, Filipijns universiteitsbestuurder (overleden 1951)
- 3 - Carlo Michelstaedter, Italiaans schrijver, dichter, kunstenaar en filosoof (overleden 1910)
- 7 - Willem Walraven, Nederlands auteur en journalist (overleden 1943)
- 13 - Bruno Frank, Duits schrijver (overleden 1945)
- 17 - Anton Rädecker, Nederlands beeldhouwer (overleden 1960)
- 20 - Kurt Schwitters, Duits schilder en schrijver, stichter van het dadaïsme (overleden 1948)
- 21 - Herman Bieling, Nederlands schilder, graficus en beeldhouwer (overleden 1964)

### juli

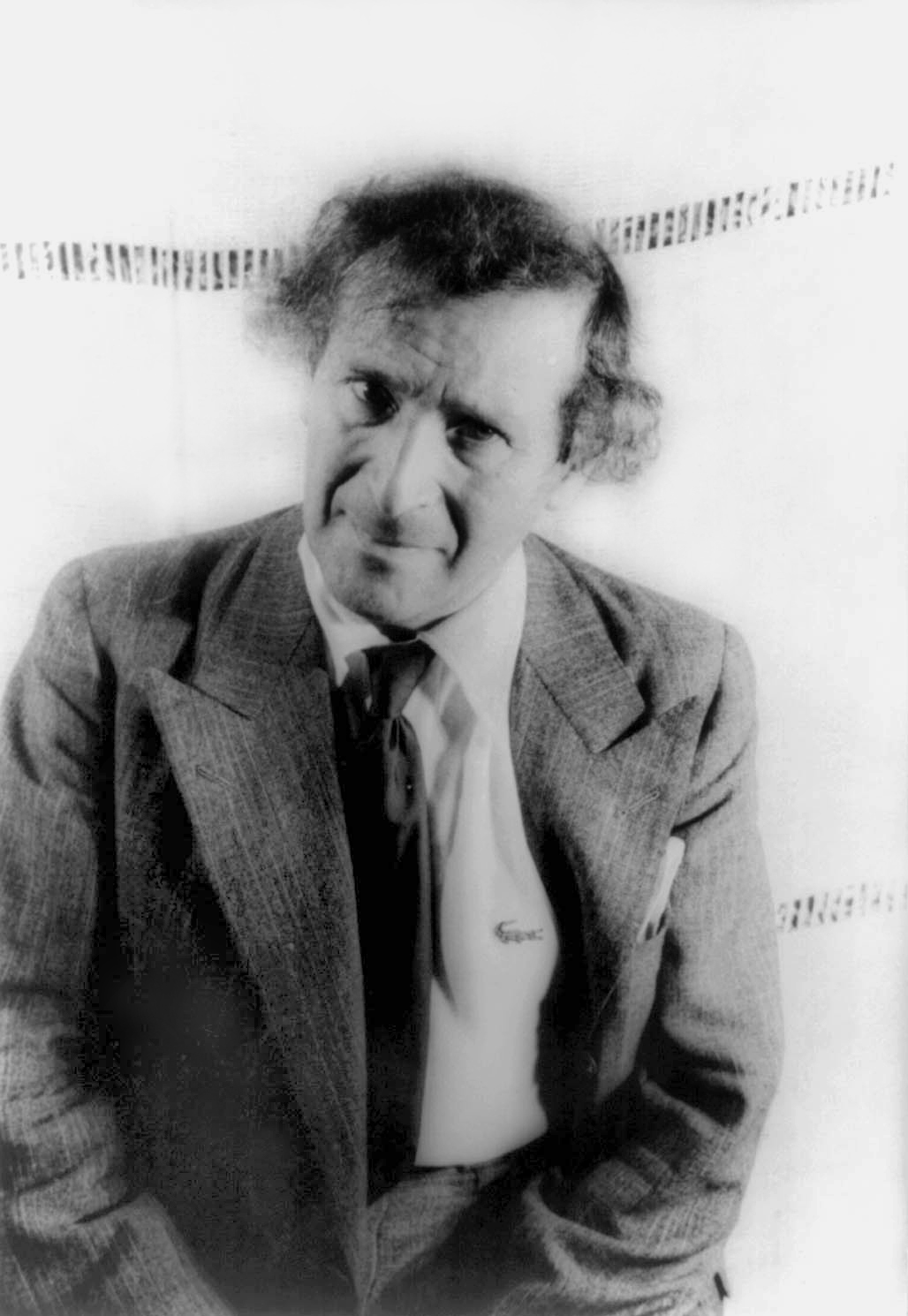
Marc Chagall

- 5 - Karl Hanssen, Duits voetballer (overleden 1916)
- 7 - Marc Chagall, Russisch schilder (overleden 1985)
- 7 - Dirk Coster, Nederlands schrijver (overleden 1956)
- 14 - Alexis Ahlgren, Zweeds atleet (overleden 1969)
- 14 - Willem Winkelman, Nederlands atleet (overleden 1990)
- 18 - Vidkun Quisling, Noors politicus (overleden 1945)
- 22 - Gustav Ludwig Hertz, Duits natuurkundige (overleden 1975)
- 24 - Gerard Bosch van Drakestein, Nederlands wielrenner (overleden 1972)
- 25 - Carl Friedrich von Langen, Duits ruiter
- 26 - Karl Ansén, Zweeds voetballer (overleden 1959)
- 28 - Tetsu Katayama, premier van Japan (1947-1948) (overleden 1978)
- 28 - Marcel Duchamp, Frans schilder (overleden 1968)
- 29 - Sigmund Romberg, Amerikaans componist (overleden 1951)

### augustus
- 2 - Heinrich Danckelmann, Duits generaal (overleden 1947)
- 3 - Rupert Brooke, Engels dichter (overleden 1915)
- 5 - Hendrik Voordewind, commissaris van politie te Amsterdam (overleden 1972)
- 6 - Dudley Benjafield, Brits autocoureur (overleden 1957)
- 7 - Hermann Rauschning, Duits politicus en publicist (overleden 1982)
- 8 - Oliver Buckley, Amerikaans elektrotechnicus (overleden 1959)
- 9 - Hans Oster, Duits generaal (overleden 1945)
- 12 - Erwin Schrödinger, Oostenrijks natuurkundige (overleden 1961)
- 17 - Karel I, keizer van Oostenrijk-Hongarije (1916-1918) (overleden 1922)
- 22 - Lutz Schwerin von Krosigk, Duits politicus (overleden 1977)

### september
- 1 - Blaise Cendrars, Zwitsers-Frans schrijver en dichter (overleden 1961)
- 2 - Willem de Mérode, Nederlands schrijver en dichter (overleden 1939)
- 9 - Andres Luna de San Pedro, Filipijns architect (overleden 1952)
- 13 - Lavoslav Ružička, Kroatisch-Zwitsers scheikundige en Nobelprijswinnaar (overleden 1976)
- 14 - Arnold van Rossem, Nederlands hoogleraar (overleden 1982)
- 16 - Kamato Hongo, Japans langlevend persoon (overleden 2003)
- 16 - Nadia Boulanger, Frans dirigente, organiste en docente compositie (overleden 1979)
- 21 - Josef Harpe, Duits generaal (overleden 1968)
- 25 - Marguerite Zorach, Amerikaans schilderes (overleden 1968)
- 26 - Barnes Wallis, Brits luchtvaartingenieur en uitvinder (overleden 1979)
- 27 - Jef Toune, Belgisch kunstenaar (overleden 1940)
- 27 - Karl Wegele, Duits voetballer (overleden 1960)
- 28 - Avery Brundage, Amerikaans sportbestuurder (overleden 1975)
- 29 - Duncan Mackinnon, Brits roeier (overleden 1917)

### oktober
- 1 - Pieter Nicolaas van Eyck, Nederlands dichter en criticus (overleden 1954)
- 1 - Hector Hodler, had invloed had op de vroege Esperanto-beweging (overleden 1920)
- 5 - Nils Middelboe, Deens voetballer, voetbalcoach en voetbalscheidsrechter (overleden 1976)
- 6 - Le Corbusier, Zwitsers architect (overleden 1965)
- 8 - Huntley Gordon, Amerikaans acteur (overleden 1956)
- 10 - Rie Cramer, Nederlands illustratrice en schrijfster (overleden 1977)
- 13 - Jozef Tiso, Slowaaks rooms-katholiek geestelijke (overleden 1947)
- 14 - Carlo Grano, Italiaans kardinaal (overleden 1976)
- 24 - Victoria Eugénie van Battenberg, Koningin van Spanje (overleden 1969)
- 25 - Willem Andriessen, Nederlands componist (overleden 1964)

### november
- 2 - Gilbert Hime, Braziliaans voetballer (overleden 1957)
- 10 - Arnold Zweig, Duits schrijver (overleden 1968)
- 15 - Georgia O'Keeffe, Amerikaans schilderes (overleden 1986)
- 17 - Bernard Montgomery, Brits veldmaarschalk in de Tweede Wereldoorlog (overleden 1976)
- 20 - Catharina van Dam-Groeneveld, Nederlands langlevend persoon (overleden 2001)
- 21 - Hein ter Poorten, Lt-generaal KNIL bij aanvang van de Tweede Wereldoorlog (overleden 1968)
- 23 - Boris Karloff, Brits acteur (overleden 1969)
- 23 - Henry Moseley, Brits natuurkundige (overleden 1915)
- 24 - Erich von Manstein, Duits veldmaarschalk (overleden 1973)
- 25 - Martinus Casimir Addicks Nederlands verzetsstrijder (overleden 1941)
- 25 - Bertil Sandström, Zweeds ruiter (overleden 1964)
- 25 - Nikolaj Vavilov, Russisch plantkundige (overleden 1943)
- 26 - Louis Saeys, Belgisch voetballer (overleden 1952)
- 28 - Jacobo Palm, Curaçaos componist en musicus (overleden 1982)
- 28 - Ernst Röhm, Duits nazipoliticus (overleden 1934)

### december
- 3 - Naruhiko Higashikuni, Japans prins en gewezen minister-president van Japan (overleden 1990)
- 6 - Lynn Fontanne, Amerikaans actrice (overleden 1983)
- 9 - József Grősz, Hongaars geestelijke (overleden 1961)
- 12 - Kurt Atterberg, Zweeds componist (overleden 1974)
- 13 - Miguel Maura, Spaans politicus (overleden 1971)
- 13 - György Pólya, Hongaars-Amerikaans wiskundige (overleden 1985)
- 15 - Pieter Geijl, Nederlands historicus (overleden 1966)
- 15 - Robert Somers-Smith, Brits roeier (overleden 1916)
- 16 - Åke Fjästad, Zweeds voetballer (overleden 1956)
- 16 - Adone Zoli, Italiaans politicus (overleden 1960)
- 17 - Josef Lada, Tsjechisch kunstschilder en illustrator (overleden 1957)
- 17 - prinses Hermine van Schönaich-Carolath, echtgenote van keizer Wilhelm II van Duitsland (overleden 1947)
- 17 - Vahram Kevorkian, Armeens voetballer (overleden 1911)
- 17 - Hendricus Wessel, Nederlands atleet (overleden 1977)
- 22 - Srinivasa Aaiyangar Ramanujan, Indiaas mathematicus (overleden 1920)

## Overleden
januari
- 14 - Petrus Donders (77), Nederlands priester
- 15 - Friedrich von Amerling (83), Oostenrijks schilder

februari
- 8 - Nicolaas Kamperdijk (71), Nederlands architect
- 10 - Mrs Henry Wood (73), Engels schrijfster
- 19 - Multatuli (66), Nederlands schrijver
- 27 - Aleksander Borodin (53), Russisch componist

maart
- 8 - James B. Eads (66), Amerikaans ingenieur en uitvinder

mei
- 5 of 8 mei - Aleksandr Oeljanov (21), broer van Lenin, Russisch revolutionair
- 23 - Ludvig Mathias Lindeman (74), Noors componist

juni
- 4 - William Wheeler (67), Amerikaans politicus en vicepresident
- 25 - Elisabeth Koning (71), Nederlands schilderes

juli
- 14 - Alfred Krupp (75), Duits industrieel
- 29 - Agostino Depretis (74), Italiaans politicus

augustus
- 15 - Harm Cornelis Winters (66), Nederlands architect

september
- 23 - Victor Van den Bussche (63), Belgisch politicus

oktober
- 17 - Gustav Kirchhoff (63), Duits natuurkundige
- 10 - Willem Verbeet (86), Nederlands kunstschilder en tekenaar
- 22 - Josef Groll (74), Duits bierbrouwer, uitvinder van pils
- 23 - Sicco Roorda van Eysinga (62), Nederlands publicist en vrijdenker

november
- 6 - Eugène Pottier (71), Frans dichter en tekstschrijver; schreef de Internationale

december
- 3 - Albertus Jacobus Duymaer van Twist (1809-1887) (78), Nederlands politicus en gouverneur-generaal van Nederlands-Indië
- 29 - Charles Fitzgerald (96), 4e gouverneur van West-Australië

datum onbekend
- Louis Robbe (81), Belgisch schilder

## Weerextremen in België
- 13 maart: laagste etmaalgemiddelde temperatuur ooit op deze dag: -3.5 °C.
- 14 maart: laagste etmaalgemiddelde temperatuur ooit op deze dag: -2.8 °C en laagste minimumtemperatuur: -6.3 °C.
- 17 maart: laagste etmaalgemiddelde temperatuur ooit op deze dag: -4.4 °C en laagste minimumtemperatuur: -5.9 °C.
- 19 maart: laagste etmaalgemiddelde temperatuur ooit op deze dag: -4.6 °C en laagste minimumtemperatuur: -9.1 °C.
- 20 maart: laagste etmaalgemiddelde temperatuur ooit op deze dag: -4.2 °C en laagste minimumtemperatuur: -9.7 °C.
- mei: mei met hoogste relatieve vochtigheid: 88 % (normaal 75,5 %).
- juni: juni met laagst aantal neerslagdagen: 4 (normaal 15).
- 17 augustus: hoogste etmaalsom van de neerslag ooit op deze dag: 37,5 mm.
- 30 september: laagste minimumtemperatuur ooit op deze dag: 2,5 °C.
- 13 oktober: laagste etmaalgemiddelde temperatuur ooit op deze dag: 4,3 °C.
- 14 oktober: laagste etmaalgemiddelde temperatuur ooit op deze dag: 3,9 °C.
- 15 oktober: laagste etmaalgemiddelde temperatuur ooit op deze dag: 2,4 °C en laagste minimumtemperatuur: -0,6 °C.
- 16 oktober: laagste etmaalgemiddelde temperatuur ooit op deze dag: 1,8 °C en laagste minimumtemperatuur: -1,5 °C.
- 17 november: laagste etmaalgemiddelde temperatuur ooit op deze dag: -2,2 °C.
- herfst: Herfst met laagste gemiddelde temperatuur: 7,3 °C (normaal 10,4 °C) en met laagste zonneschijnduur: 194 (normaal 378,2 u).
- Gemiddelde jaartemperatuur: na 1879 (7,0 °C) en 1855 (7,4 °C) en samen met 1888 het derde koudste jaar sinds 1833 met 7,5 °C (normaal 9,7 °C)[2]